# Feliz cumpleaños, Ferxxo, te pirateamos el álbum
Feliz cumpleaños, Ferxxo, te pirateamos el álbum (estilizado en mayúsculas) es el quinto álbum de estudio del cantante colombiano Feid, lanzado el 14 de septiembre de 2022 bajo Universal Music Latino. Fue producido por Sky Rompiendo, Jowan, Pardo, Rolo, Wain, Federico Vindvider, Rio Root y Feid, y cuenta con las colaboraciones de Yandel y Sky Rompiendo.
El álbum fue previsto a lanzarse el 1 de diciembre de 2022, pero su lanzamiento fue adelantado debido a que se filtró su contenido. El título, la temática de la portada y los visualizadores de las canciones hacen referencia a dicho incidente.
Abarcó ocho sencillos: «Nieve», «Castigo», «Ferxxo 100», «Normal», «Si te la encuentras por ahí», «Feliz cumpleaños, Ferxxo», «Prohibidox» y «Xq te pones así», todos lanzados durante el año 2022. Comercialmente, el álbum tuvo éxito y recibió certificaciones en Estados Unidos, España y Argentina. Alcanzó el puesto 188 en el Billboard 200, siendo la primera aparición de Feid en la lista.

## Antecedentes y lanzamiento
El 18 de agosto de 2022, Feid lanzó el sencillo «Feliz cumpleaños, Ferxxo» como la canción principal del álbum, en celebración de su cumpleaños número treinta. El mismo día anunció que el álbum se lanzaría en diciembre de dicho año.
En septiembre, Feid anunció a través de su cuenta de Instagram que el álbum había sido filtrado, por lo que decidió adelantar su lanzamiento. También anunció que el 1 de diciembre, la fecha original de la publicación, lanzaría otro álbum como continuación con las canciones que no formaron parte del primer proyecto. Esto resultó el lanzamiento de su EP Sixdo.
Feliz cumpleaños, Ferxxo, te pirateamos el álbum finalmente se lanzó el 14 de septiembre de 2022, y su nombre hace referencia al incidente de la filtración. La portada del álbum y los visualizadores de las canciones también aluden a la filtración, presentando una conversación en WhatsApp al respecto. La portada fue diseñada por Manuela Villada, hermana de Feid, quien ya había diseñado las portadas de sus discos anteriores.

## Producción y composición
Feliz cumpleaños, Ferxxo, te pirateamos el álbum cuenta con la producción del productor colombiano Sky Rompiendo, quien previamente había trabajado con Feid en Inter Shibuya - La mafia (2021), así como de los productores Jowan, Pardo, Federico Vindver y Rio Root y la mezclas e ingeniería de Wain, Mosty y Rolo. En respuesta a la filtración, las canciones fueron masterizadas y mezcladas en menos de un día para preparar el lanzamiento del proyecto.
Todas las canciones fueron escritas por Feid y los productores mencionados, excepto el «Intro», en el que se muestra personas cantando «Cumpleaños feliz». Mildred J. Hill y Patty Hill están acreditados como escritores de la pista mencionada.

## Desempeño comercial
En los Estados Unidos, el álbum ingresó en el puesto número 188 a la lista Billboard 200 el 2 de octubre de 2022, durante una semana, siendo la primera aparición de Feid en la lista. En el Top Latin Albums, entró en el número 25 y alcanzó el número 8 a la semana siguiente, convirtiéndose en su posición más alta en la lista. El 7 de noviembre de 2022, la Recording Industry Association of America lo certificó como disco de platino después de venderse más de 60 000 copias en el país.
Feliz cumpleaños, Ferxxo, te pirateamos el álbum también fue certificado como disco de oro en Argentina y de platino en España, tras vender más de diez y cuarenta mil copias respectivamente en cada país. Además, con más de 7 millones de streams, fue certificado como disco de platino por la Certificación Fonográfica Centroamericana. En el país natal de Feid, Colombia, todas las pistas del álbum, excepto «Intro» y «La buena fai», ingresaron a la lista Colombia Songs de Billboard.

## Recepción crítica
Luis Maínez del sitio web Mondosonoro calificó el álbum con un ocho sobre diez calificándolo de «bien redondeado». Mencionó la canción «Belixe» como la canción destacada del álbum, así como una de las mejores canciones de la carrera de Feid.
La revista estadounidense Billboard incluyó el álbum en su lista de los «50 mejores álbumes de 2022», colocándolo en el número 38. Ingrid Fajardo escribió que «la destreza para escribir canciones de Feid y su lirismo nítido le dan a este álbum una magia diferente y única; los sencillos del gusano del oído también conectaron con la generación Z a través de las redes sociales, lo que resultó en muchos de los himnos más poderosos de 2022».

## Gira
Para promocionar el disco, Feid se embarcó en una gira por Estados Unidos titulada US Trip, producida por Live Nation. Inicialmente con la intención de estar en clubes pequeños, tras el éxito del álbum, se decidió que la gira se llevaría a cabo en lugares más grandes. La gira abarcó catorce ciudades, comenzando el 13 de octubre en el Buckhead Theatre en Atlanta y terminando el 25 de noviembre en The Belasco en Los Ángeles.

## Lista de canciones
| Lista de canciones de Feliz cumpleaños, Ferxxo, te pirateamos el álbum |                                         | |                             |          |  |
| N.º                                                                    | Título                                  | Escritor(es) | Productor(es)               | Duración |  |
| 1.                                                                     | «Intro»                                 | Mildred Hill Patty Hill | Rolo Wain                   | 0:33     |  |
| 2.                                                                     | «Castigo»                               | Alejandro Ramírez Esteban Higuita Salomón Villada                                                                                             | Sky Rompiendo               | 2:57     |  |
| 3.                                                                     | «Feliz cumpleaños, Ferxxo»              | Andres Restrepo Esteban Higuita Johan Esteban Espinosa Salomón Villada Alejandro Ramírez                                                      | Jowan Sky Rompiendo         | 2:35     |  |
| 4.                                                                     | «Nieve»                                 | Andres Restrepo Salomón Villada Alejandro Ramírez                                                                                             | Sky Rompiendo               | 2:20     |  |
| 5.                                                                     | «Ferxxo 100»                            | Alejandro Ramírez Andrés Restrepo Esteban Higuita Johan Esteban Espinoza Salomón Villada Sébastien Julien Alfred                              | Jowan Sky Rompiendo         | 2:47     |  |
| 6.                                                                     | «Belixe»                                | Alejandro Ramírez Andrés Restrepo Esteban Higuita Salomón Villada                                                                             | Sky Rompiendo               | 2:35     |  |
| 7.                                                                     | «Xq te pones así» (junto a Yandel)      | Alejandro Ramírez Andrés Yael Correa Daniel Taborda Esteban Higuita Johan Esteban Espinoza Llandel Veguilla Luis Miguel Pardo Salomón Villada | Jowan Sky Rompiendo Pardo   | 3:38     |  |
| 8.                                                                     | «X20X»                                  | Alejandro Ramírez Andrés Restrepo Esteban Higuita Johan Esteban Espinoza Salomón Villada Sébastien Julien Alfred                              | Jowan Sky Rompiendo         | 1:43     |  |
| 9.                                                                     | «Prohibidox»                            | Esteban Higuita Federico Vindvider Salomón Villada                                                                                            | Federico Vindvider Rio Root | 2:46     |  |
| 10.                                                                    | «Lady, mi amor»                         | Alejandro Ramírez Andrés Restrepo Esteban Higuita Johan Esteban Espinosa Luis Miguel Pardo Salomón Villada                                    | Jowan Sky Rompiendo Pardo   | 2:27     |  |
| 11.                                                                    | «Quemando calorías» (con Sky Rompiendo) | Alejandro Ramírez Salomón Villada | Sky Rompiendo               | 3:02     |  |
| 12.                                                                    | «Aguante»                               | Alejandro Ramírez Andrés Restrepo Daniel Taborda Esteban Higuita Johan Esteban Espinoza Salomón Villada                                       | Sky Rompiendo               | 2:44     |  |
| 13.                                                                    | «Si te la encuentras por ahí»           | Alejandro Ramírez Andrés Restrepo Andrés Correa Esteban Higuita Johan Esteban Espinoza Salomón Villada                                        | Jowan Sky Rompiendo         | 3:11     |  |
| 14.                                                                    | «Normal»                                | Alejandro Ramírez Salomón Villada | Sky Rompiendo               | 2:51     |  |
| 15.                                                                    | «La buena fai»                          | Alejandro Ramírez Esteban Higuita Salomón Villada                                                                                             | Feid Sky Rompiendo          | 2:24     |  |
| 38:40                                                                  |                                         | |                             |          |  |

## Posicionamiento en listas
| Lista                                | Mejor posición |
| ------------------------------------ | -------------- |
| Estados Unidos (Billboard 200)       | 188            |
| Estados Unidos (Top Latin Albums)    | 6              |
| Estados Unidos (Latin Rhythm Albums) | 5              |
| España (Top 100 Álbumes)             | 2              |

| Lista                             | Posición |
| --------------------------------- | -------- |
| Estados Unidos (Top Latin Albums) | 56       |
| España (Top 100 Álbumes)          | 11       |

## Certificaciones
| País            | Organismo certificador | Certificación   | Ventas/unidades certificadas | Ref.   |
| --------------- | ---------------------- | --------------- | ---------------------------- | ------ |
| Argentina       | Capif                  | Oro             | 10 000                       | [ 13 ] |
| España          | Promusicae             | Platino         | 40 000                       | [ 14 ] |
| Estados Unidos  | RIAA                   | Platino (latin) | 60 000                       | [ 12 ] |
| Streaming       |                        |                 |                              |        |
| América Central | CFC                    | Platino         | 7 000                        | [ 15 ] |